# Groupe GL
Le Groupe GL est spécialisé dans la fabrication et la vente de bijoux plaqués or et argent. Il a été fondé en 1917 par Georges Legros, d'où provient le sigle GL.

## Composition
Groupe GL n'est pas la raison sociale, c'est son nom d'usage (Bijoux GL SAS). La société holding "Établissements Georges Legros SA" rassemble plusieurs entreprises et comporte deux actionnaires familiaux Pierre Legros et Madeleine Chomarat (ex, Legros):
Dans son ensemble, le Groupe GL compte 1 500 employés, représente 89 millions d’euros de chiffre d'affaires avec 10 millions de bijoux produits dont 2 300 kilomètres de chaîne, 2 200 prototypes créés, 13 millions de pierres serties.

### Altesse

Logo de l'entreprise Altesse.

C’est au 62 rue Charlot dans le Paris de 1905, que Marius Legros crée son entreprise de bijoux. En 1912, il rejoint sa famille installée à Saint-Martin-De-Valamas, dans la vallée ardéchoise et y ouvre sa manufacture de bijoux. 
En 1917, son frère Georges ouvre les ateliers Bijoux GL sur la commune voisine du Cheylard. Pendant un siècle, les deux sociétés des frères Legros se développent, face à face, devenant les leaders français du bijou plaqué or et prennent le contrôle de Bijoux Altesse,.
En janvier 2004 le Crédit lyonnais chargé du retrait obligatoire visant les actions Bijoux Altesse, achète sur le marché pour le compte de la société Établissements Georges Legros -Bijoux GL 1 720 actions au prix unitaire de 48,69 €. À la clôture de l’offre publique de retrait, l’initiateur détient 1 314 807 actions représentant 99,61 % du capital et 99,80 % des droits de vote. Les actions Bijoux Altesse ont été radiées du Second marché le 12 janvier 2004.
La Maison Altesse crée et commercialise ses marques en propre Altesse et Les Georgettes.

### Autres entreprises du groupe
- GL Paris, créée en 1917 : fabrication et distribution de bijoux argent, or et acier.
- SLAM, créée en 1977 : bijoux argent et plaqué or, lunetterie, accessoires
- Crézyor, créée en 1980 : vente de bijoux plaqué or, or 375‰, argent et acier
- Mondial Bijoux, créée en 1983 : vente de bijoux plaqué or, argent, vermeil, acier
- SMV (Thailand), créée en 1990 : fabrication bijoux plaqué or, argent
- GL Diffusion : distribution de bijoux en argent et plaqué or en grands magasins (BHV, Galeries Lafayette et Printemps) sous les noms d'enseignes Présence et TOO.

## Implantation
Le siège du Groupe GL est installé au Cheylard en Ardèche.
Vers 1850, M. Murat, bijoutier parisien qui vise un poste de sénateur en Ardèche, crée une entreprise locale et demande à la famille Legros d’en prendre la direction.
Très vite les Legros prennent leur indépendance et créent leur propre entité à Saint-Martin-de-Valamas et au Cheylard. La société héritera ainsi des initiales et surtout du talent de son fondateur Georges Legros. Le Groupe GL n'est aujourd'hui plus dirigé par la famille Legros
Avec le rachat de la société Altesse en 1998, le Groupe entreprend une politique de délocalisation, récemment accentuée par un plan social qui a conduit au départ de plus de 130 personnes en 2009, d'une trentaine en 2011, ainsi qu'une centaine en 2012. Les plans successifs n'ayant pas suffi au redressement de l'entreprise, la société Bijoux GL SAS est mise en liquidation judiciaire le 25 mars 2014. Elle a depuis été reprise par un groupe d'investisseurs.

## Marques
Le Groupe GL propose des bijoux des grandes marques suivantes sous licences Kenzo, Nina Ricci et Inès de la Fressange
En marque propre, le groupe GL commercialise les marques Altesse, GL Paris, XC38 ainsi qu'une collection capsule Les Georgettes.